# TOX
TOX‏ (Thymocyte selection associated high mobility group box) هوَ بروتين يُشَفر بواسطة جين TOX في الإنسان.